# HD 20782
HD 20782 é uma estrela do tipo G na sequência principal a cerca de 117 anos-luz de distância a partir da Terra, na constelação de Fornax. HD 20782 é uma parte de um vasto sistema binário com HD 20781, ambas as estrelas hospedam um sistema planetário. Este é o primeiro caso conhecido de sistemas planetários em torno de ambas as estrelas, a primária e a secundária no sistema binário. O companheiro é HD 20781. Ela tem uma grande separação angular de 252 segundos de arco, correspondente a 9080 UA na distância de HD 20782. Estima-se que tenha 7,1 (± 4) bilhões de anos, com uma massa aproximada da do nosso Sol.
Um planeta extrassolar extremamente excêntrico foi descoberto em torno da estrela primária HD 20782 em 2006. Em 2009 sua órbita foi diminuída para baixo, e verificou-se que é a maior excentricidade de todos os exoplanetas conhecidos, esta condição tem resistido até o ano de 2012.
E em 2011, foram anunciados dois planetas também excêntricos (mas nem tanto) com massas semelhantes a de Netuno orbitando em torno da estrela secundária HD 20781.